# 宁波日报
《宁波日报》是中国浙江省宁波市的一份日报，为中共宁波市委机关报。

## 历史
《宁波日报》的前身为1949年8月8日创办的《甬江日报》，为中共宁波地委机关报。1950年7月，《甬江日报》与《宁波人报》合并，改名为《宁波时报》。1951年9月，《宁波时报》改名为《宁波大众》，1972年10月停刊。在1956年元旦至1961年2月间，中共宁波市委曾创办《宁波报》。中共十一届三中全会后，《宁波报》于1980年6月1日复刊，由中共宁波地、市委联合主办。1983年元旦，《宁波报》更名为《宁波日报》。
2002年6月21日宁波日报报业集团成立后，《宁波日报》改属宁波日报报业集团所有。目前，《宁波日报》为超过12版的大报，发行量25万份。
2018年，报纸入选2017年全国百强报纸推荐名单。

## 争议
在2012年宁波市镇海区反对PX项目事件中，《宁波日报》发文指出公民游行示威破坏稳定发展大局，引起示威者的不满。